# Pyramids (chanson)
Singles de Frank Ocean
Thinkin Bout You
(2012) Sweet Life
(2012)
Pyramids est une chanson du chanteur Frank Ocean sortie en juin 2012, issue de l'album Channel Orange.